# モーラその後に
モーラその後に（モーラそのあとに）は、レーベルゲートの音楽配信サービスサイト「mora」で購入したMP4ファイルをiPhoneやiPadなどのiOS機器で再生できる形式に変換するフリーソフト。

## 概要
moraの音声MP4ファイルを再エンコードすることなく、iPhoneなどで再生できるM4A形式に変換することができる。具体的な動作としては、MP4ファイル内に含まれる「moov.meta.ID32」というメタデータ情報を削除する。
開発者はマニアックな話として、問題の原因は「iOSのバグで、ソニーを批判するのは筋違い。修正されるかどうかは不明」としている。